# Stahlnetz: Bankraub in Köln
Bankraub in Köln  ist der 2. Kriminalfilm der Fernsehreihe Stahlnetz. Die deutsche Erstausstrahlung erfolgte am 23. April 1958 im Ersten Programm der ARD.

## Handlung
Gegen 14 Uhr 45 des 13. Januar 1958 überfallen zwei maskierte Männer eine Filiale der Sparkasse in Köln-Ehrenfeld, erbeuten dabei 52.200 D-Mark und flüchten unerkannt in einem VW Käfer. Am Tatort werden lediglich einige Patronenhülsen und ein Halstuch gefunden. Durch aufmerksame Beobachtungen von vier Jungen kann die Polizei das Fahrzeug kurze Zeit später sicherstellen und einen Teil des Fluchtweges rekonstruieren. Er endet in der Nähe des Hauptbahnhofes, so dass die Beamten zunächst annehmen, dass die Täter ihre Flucht mit der Bahn fortgesetzt haben. Die Jungen sagen ferner aus, dass es sich um zwei Männer unterschiedlichen Alters gehandelt habe und der Jüngere Egon genannt wurde. Im Fluchtwagen, der in der Nacht zuvor gestohlen worden war, findet die Polizei das zweite Halstuch, das die Männer zur Maskierung benutzt hatten. 
Nachdem in einem verlassenen Schießstand Teile der beim Bankraub verwendeten Waffen und Kleidungsstücke aus dem gestohlenen Wagen gefunden werden, kann die Düsseldorfer Polizei einen Mann festnehmen, der auffällig viel Bargeld mit sich herumträgt, doch er hat ein einwandfreies Alibi.  Drei Tage nach dem Überfall entdeckt ein Spaziergänger am Rheinufer weitere Waffenteile und zwei Pistolen sowie entsprechende Munition, die in einem Fernsehbericht der Öffentlichkeit präsentiert werden. Daraufhin meldet sich ein Zeuge, da er eine der Waffen wiedererkannt hat. Ein Freund von ihm habe diese Waffe besessen, sie aber an einen Arbeitskollegen, Hermann Lipschitz, verkauft. Dieser Freund, Georg Rasch, erklärt bei seiner Vernehmung, dass er die Waffe, die er vor längerer Zeit bei einem Spaziergang gefunden habe, nicht nur an Lipschitz verkauft habe, dieser habe ihn auch zwingen wollen, gemeinsam mit ihm eine Bank zu überfallen, doch da Rasch keinen Führerschein hat, sei er von dem Vorhaben abgerückt. Zwar ist ein Hermann Lipschitz in Köln nicht aktenkundig, doch ist in der Stadt nur eine Person dieses Namens gemeldet und wohnt in der Straße, in der die Jungen die beiden Verdächtigen aus den Augen verloren hatten. 
Von der Kriminalpolizei in Berlin, wo Lipschitz früher gewohnt hatte, kommt die Meldung, dass er bereits 24 Vorstrafen habe, überwiegend wegen Betrugs und Einbruchs. Er wird festgenommen, streitet eine Beteiligung an der Tat jedoch ab. Die von Rasch erworbene Waffe will er verloren haben. Kommissar Klint und sein Mitarbeiter Banuschek suchen Lipschitz‘ Frau auf, die sich zur Kur in Bad Neuenahr aufhält. Sie kann über die Herkunft der Halstücher keine Aussagen machen, allerdings habe ihr Mann mehrmals durchblicken lassen, dass er mal wieder „ein Ding drehen“ wolle. Auf die Frage, ob sie einen Mann namens Egon kenne, meint sie, dass dieser ein früherer Kollege ihres Mannes sei und sie ihn auch persönlich kenne, allerdings nicht seinen Nachnamen. Aufgrund der Personenbeschreibung kann an seinem Arbeitsplatz der Bauarbeiter Egon Kramer ausfindig gemacht werden. Bei einer Befragung gibt auch er an, mit dem Banküberfall nichts zu tun zu haben, er habe an dem besagten Tag spätestens um 15 Uhr gearbeitet, Lipschitz will er seit einem Jahr nicht mehr gesehen haben. Die Polizei muss ihn allerdings wieder gehen lassen, da der Polier Kramers Zeitangaben telefonisch bestätigt. Er sei von 15 Uhr bis 16 Uhr 30 auf der Baustelle gewesen. Auf Anweisung ihres Vorgesetzten suchen die Beamten den Polier noch einmal persönlich auf. Es stellt sich heraus, dass Kramer auf keinen Fall vor 15 Uhr 20 auf der Baustelle gewesen sein kann. Er soll bei seiner Ankunft zudem ziemlich abgehetzt und aufgeregt gewirkt haben. Da Kramer aber ein guter Mitarbeiter sei, habe der Polier ihm die volle Stunde gutgeschrieben. Kramer leugnet weiterhin die Tatbeteiligung, doch letztendlich bringt die Durchsuchung der elterlichen Wohnung, in der sich Kramer an den Wochenenden für gewöhnlich aufhält, den entscheidenden Beweis. In zwei Strümpfen wird etwa die Hälfte der Beute gefunden, sogar die Banderolen mit dem Datum des Tattages sind noch um die Geldscheine gewickelt. Lipschitz und Kramer gestehen daraufhin den Überfall.

## Sonstiges
Der Film entstand in Zusammenarbeit mit der Kriminalpolizei Köln. Vor Beginn der Filmhandlung wird ein Original-Ausschnitt aus einer damaligen Ausgabe der  Tagesschau gezeigt, in dem die vier Jungen vom Kölner Polizeipräsidenten empfangen werden. Im Anschluss daran gibt der Leiter der Kölner Kriminalpolizei Karl Kiehne eine Erklärung zu dem Bericht und erzählt, dass die Verantwortlichen der Serie Stahlnetz an ihn herangetreten seien, um den Fall zu verfilmen. Die eigentliche Handlung beginnt erst etwa nach gut drei Minuten, so gesehen ist, auf die Handlung bezogen, diese Folge mit etwa 33 Minuten die kürzeste. Off-Sprecher ist Helmut Peine als Kommissar Klint.
Die Jungen, die mit zur Aufklärung der Tat beitragen konnten, wurden von Jürgen Roland auch für die Verfilmung verpflichtet, gedreht wurde laut Kiehne an Originalschauplätzen, offenbar zumindest was den Fluchtweg der Täter angeht. 
Der Titel der Folge wird in Vor- und Abspann nicht genannt. Sie ist in einer 2013 erschienenen DVD-Box mit sämtlichen Stahlnetz-Folgen enthalten.